# Willeysthenelais bandaënsis
Willeysthenelais bandaënsis är en ringmaskart som beskrevs av Pettibone 1971. Willeysthenelais bandaënsis ingår i släktet Willeysthenelais och familjen Sigalionidae. Inga underarter finns listade i Catalogue of Life.